# 1461
| 1461               |
| ------------------ |
| Dødsfald - Fødsler |
| • Begivenheder     |

| Gregoriansk kalender | 1461 MCDLXI             |
| Ab urbe condita      | 2214                    |
| Armensk kalender     | 910 ԹՎ ՋԺ               |
| Kinesiske kalender   | 4157 – 4158 庚辰 – 辛巳 |
| Etiopisk kalender    | 1453 – 1454             |
| Jødisk kalender      | 5221 – 5222             |
| Hindukalendere       |                         |
| - Vikram Samvat      | 1516 – 1517             |
| - Shaka Samvat       | 1383 – 1384             |
| - Kali Yuga          | 4562 – 4563             |
| Iransk kalender      | 839 – 840               |
| Islamisk kalender    | 865 – 866               |

Konge i Danmark: Christian 1. 1448-1481
Se også 1461 (tal)

## Begivenheder
- 17. februar – I rosekrigene i England sejrer Lancasters styrker i slaget ved Saint Albans over huset Yorks, og befrier Henrik 6.
- 5. marts - i England afsættes Henrik 6., der afløses af Edvard 4.
- 29. marts - Slaget ved Towton
- 28. juni – Edward IV krones som konge af England.